# Schack och matt
Schack och matt är en sång som skrevs av Monica Forsberg och Örjan Fahlström. Den sjöngs av Rosa Körberg då den kom på delad sjätteplats i den svenska Melodifestivalen 1984, och missade finalen.